# 대전어은중학교
대전어은중학교(大田魚隱中學校)는 대한민국 대전광역시 유성구 어은동에 위치한 공립 중학교이다.

## 학교 연혁
- 1992년 7월 11일 : 학교 설립 인가
- 1993년 3월 5일 : 개교 (4학급 143명 입학)
- 2001년 2월 9일 : 학급 증설 인가 (33학급)
- 2009년 3월 1일 : 학급 감소 인가 (25학급, 특수 1학급)
- 2024년 1월 3일 : 제29회 졸업식 (6학급 137명) 졸업생 수(7,980명)
- 2024년 3월 4일 : 제32회 입학식 (6학급 137명)
- 2024년 9월 1일 : 제18대 김성희 교장 취임

## 갤러리

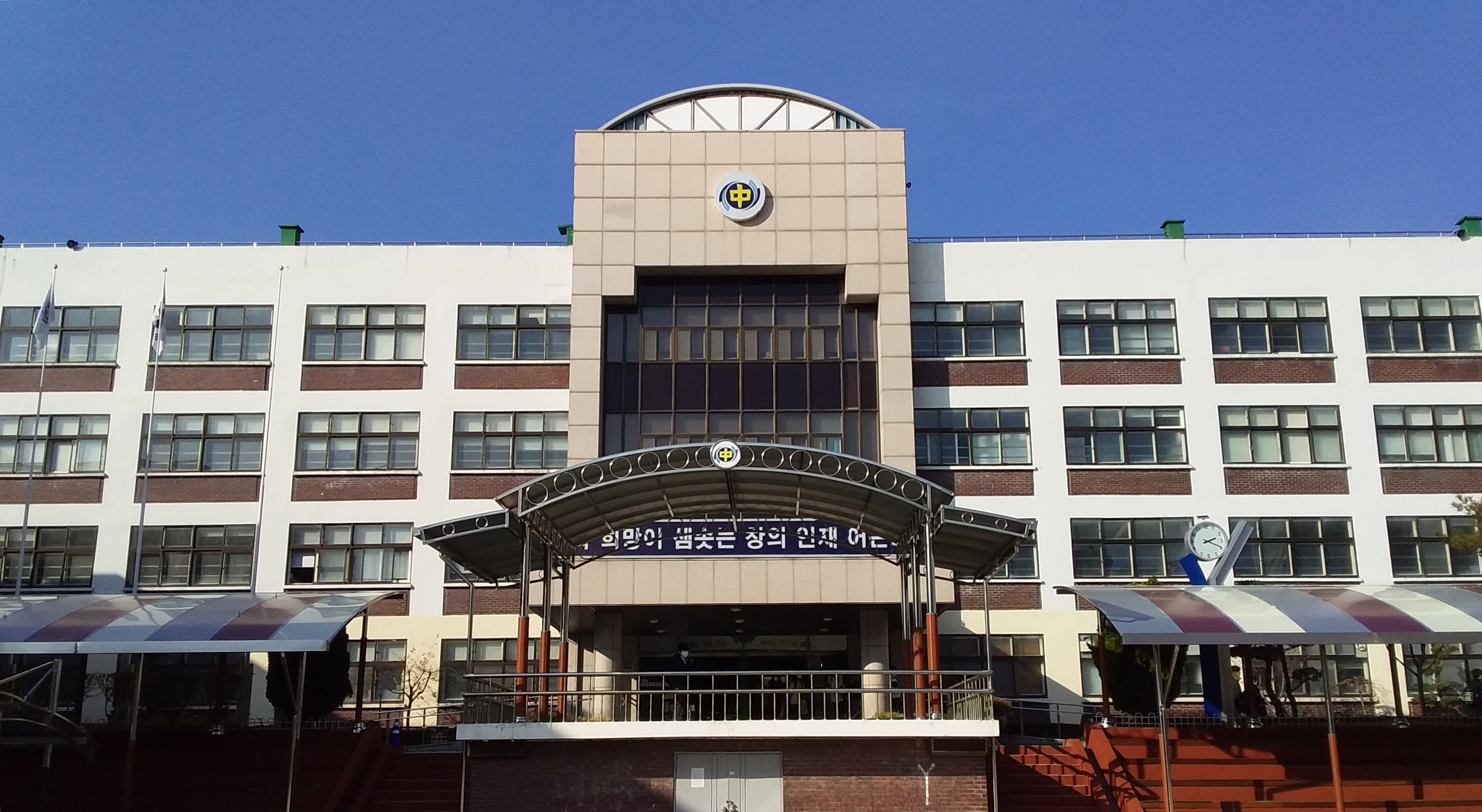
대전어은중학교 본관
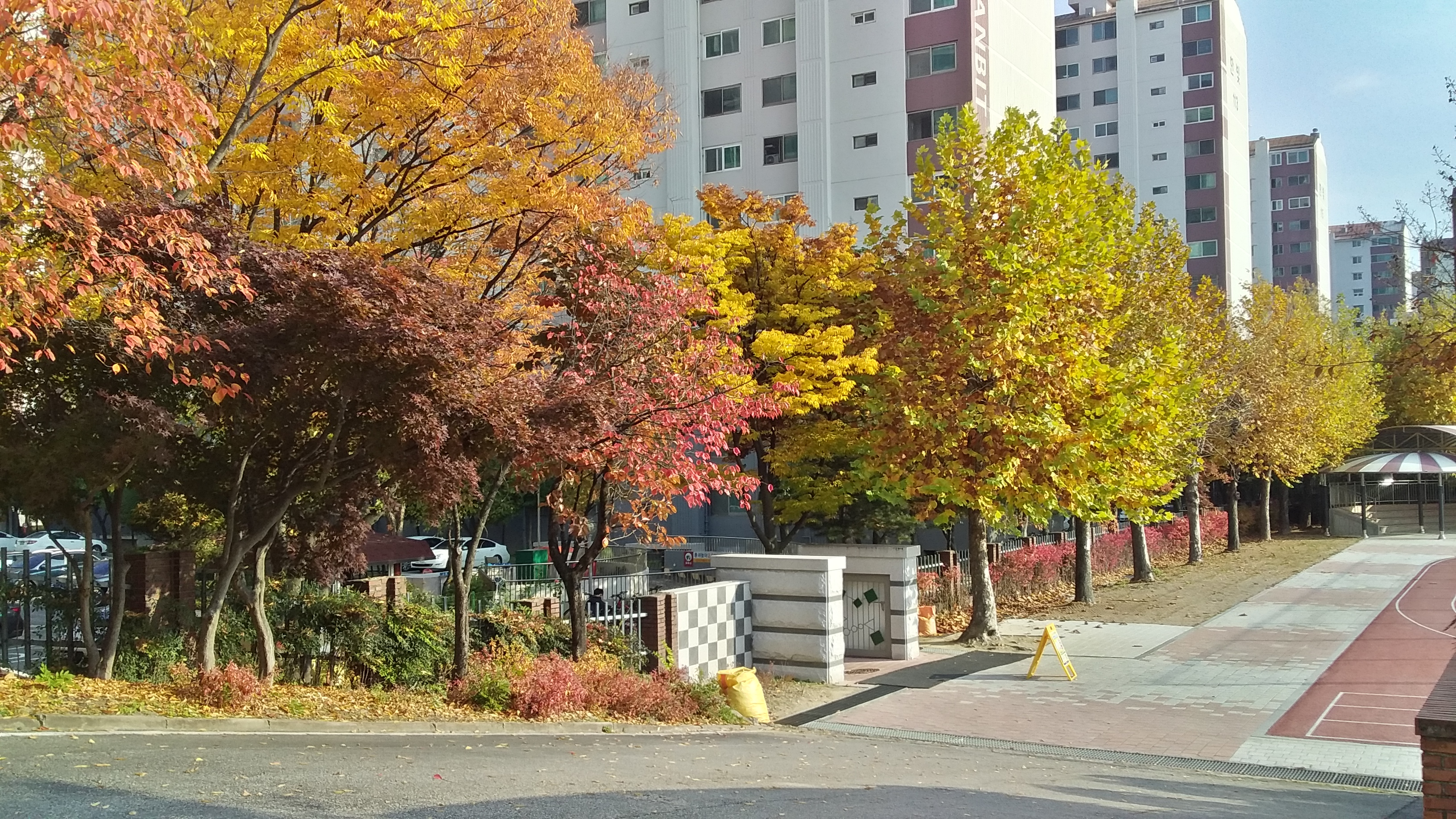
가을 사진
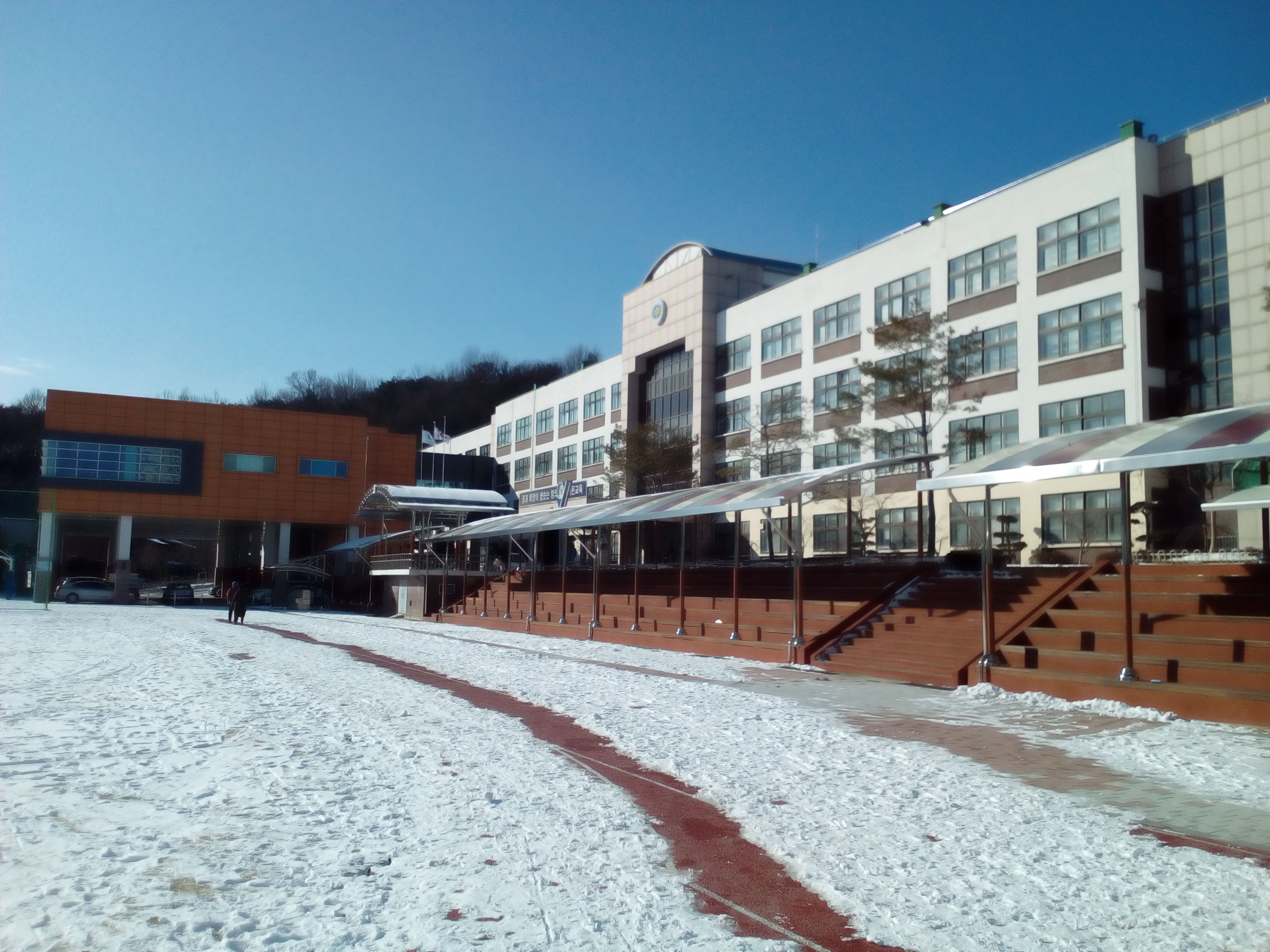
겨울 사진

## 참고 자료
- 대전어은중학교 - 한국교육학술정보원 학교알리미